# Lukáš Babač
Lukáš Babač est un rameur slovaque, né le 20 mars 1985.

## Palmarès

### Jeux olympiques
- 2004 à Athènes, Grèce
  - Deux de couple poids légers

### Championnats du monde d'aviron
- 2010 à Karapiro, Nouvelle-Zélande
  -  Médaille d'argent en skiff poids légers

### Championnats d'Europe d'aviron
- 2008 à Marathon, Grèce
  -  Médaille d'argent en skiff
- 2010 à Montemor-o-Velho, Portugal
  -  Médaille de bronze en skiff poids légers